# Macchina del sesso
Una macchina del sesso è un dispositivo meccanico utilizzato per simulare il rapporto sessuale umano o altre attività sessuali.
I dispositivi possono essere penetrativi o estrattivi. Il termine macchina del sesso è generalmente usato per descrivere una macchina penetrante che funziona mediante il trasferimento di forza rotazionale, o alternativa, da un motore a un movimento direzionale su un'asta sormontata da un vibratore.
Un dispositivo estrattivo funziona come una mungitrice e può essere attaccato al pene, al seno o ad altre parti del corpo.

## Storia e utilizzo

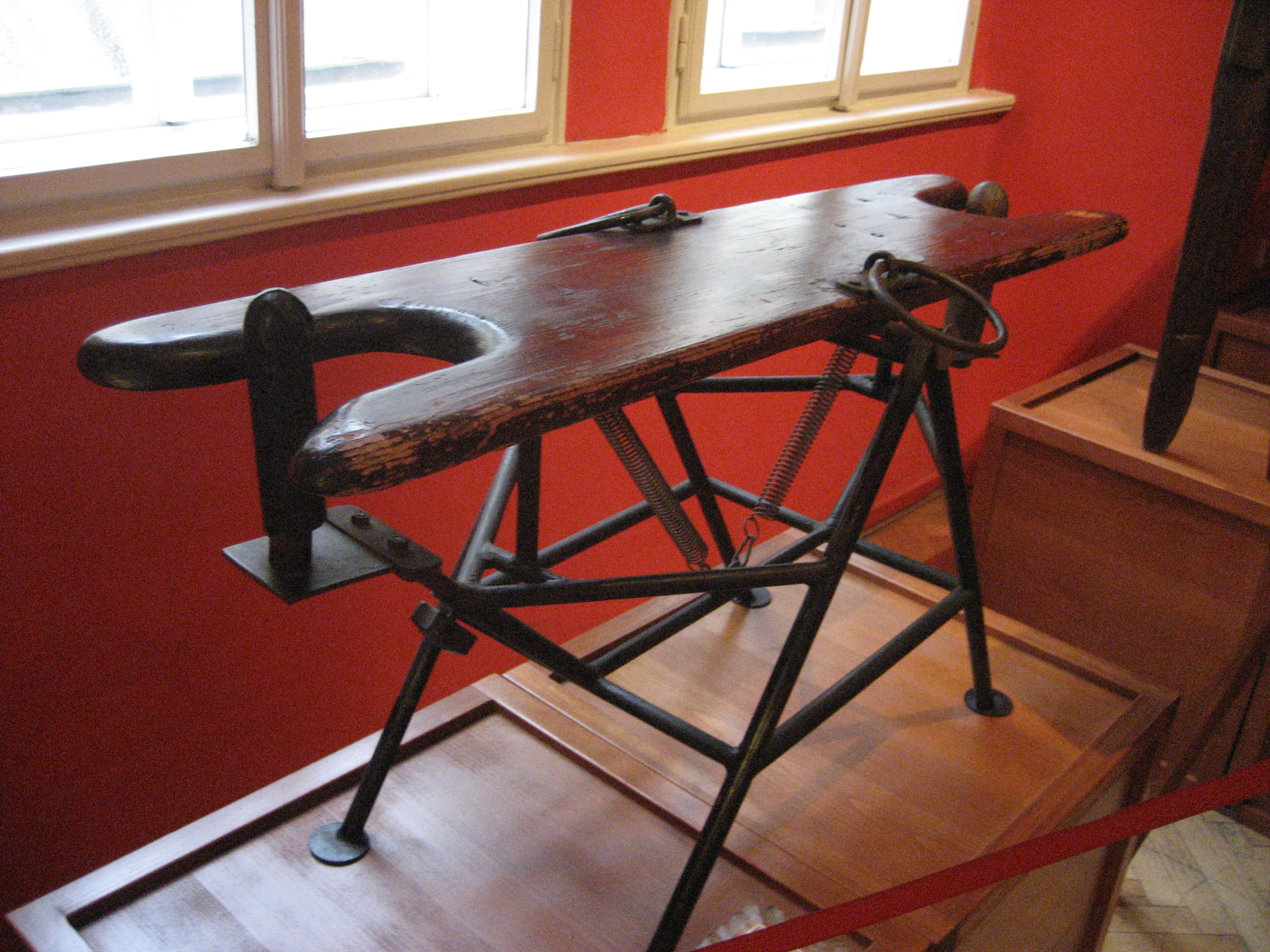
Un dispositivo per il sesso nel Museo delle macchine del sesso a Praga

Costruita nel 1900, la prima macchina del sesso conosciuta era un dispositivo auto-azionato che spruzzava il latte nella vagina per simulare l'eiaculazione.
Il vibratore fu originariamente inventato per il trattamento dell'isteria nelle donne vittoriane attraverso l'orgasmo medico indotto dal massaggio del clitoride. Questi primi dispositivi meccanici erano molto più grandi e potenti dei moderni vibratori; furono usati per la prima volta dai medici e divennero popolari nei bagni termali in Europa e negli Stati Uniti verso l'inizio del XX secolo. Versioni più compatte, alimentate elettricamente, apparvero in seguito brevemente come ausili sanitari nei cataloghi dei grandi magazzini.
I moderni dispositivi di stimolazione erotica automatizzata si differenziano dai vibratori perché - oltre a pulsare - penetrano. Questi dispositivi vengono talvolta utilizzati come parte del gioco bondage autoerotico o in coppia. Si può anche combinare l'uso di varie macchine sessuali e un'interfaccia web, utilizzata a distanza da un partner. Le moderne macchine del sesso sul mercato includono pompe a vuoto, strumenti che forniscono scosse elettriche calibrate ai capezzoli e ai genitali, bambole gonfiabili maschili e femminili a grandezza naturale con orifizi penetrabili e vibranti.
La conferenza Arse Elektronika presenta regolarmente dimostrazioni di macchine del sesso e dibattiti accademici su questi dispositivi.

## Rischio di infortunio
Nel 2009, una donna del Maryland ha richiesto un'evacuazione medica dopo che la lama di una macchina del sesso fatta in casa ha tagliato il dildo di plastica e ha causato gravi lesioni vaginali.

## Nella cultura popolare
Nell'episodio 20 della seconda stagione di Boston Legal, Shirley Schmitt rappresenta una cliente la cui collezione di articoli erotici vittoriani include una "macchina per l'isteria" (un vibratore alimentato a vapore e azionato da un pistone) utilizzata dai medici vittoriani per aiutare le donne ad affrontare i loro bisogni sessuali.